# Bipedidae
Bipedidae este o familie de șopârle.